# Bejbi blues
Baby Blues (tytuł alternatywny Bejbi Blues) – polski dramat filmowy z 2012 roku w reżyserii Katarzyny Rosłaniec.

## Realizacja
Zdjęcia do filmu rozpoczęły się w połowie maja i trwały do końca czerwca 2011 roku. Kręcono je w Elblągu (Galeria EL przy ul. Kuśnierskiej) i w Warszawie (Dworzec Centralny, dom przy ul. Zamiejskiej na Targówku).
Film został dofinansowany przez Polski Instytut Sztuki Filmowej. Obraz nagrodzono Kryształowym Niedźwiedziem oraz nagrodą specjalną na 63. MFF w Berlinie.

## Fabuła
Film opowiada o współczesnych nastolatkach, którzy wzorują się na wykreowanym przez media sztucznym światem popkultury. Siedemnastoletnia Natalia postanawia zajść w ciążę, by dziecko zaspokoiło jej potrzebę miłości, której nie dała rozbita rodzina. Ojcem zostaje jej niedojrzały chłopak, zajmujący się głównie jazdą na deskorolce, paleniem jointów oraz imprezowaniem.

## Obsada
- Magdalena Berus jako Natalia
- Klaudia Bułka jako Martyna
- Nikodem Rozbicki jako Kuba
- Michał Trzeciakowski jako Ernest
- Magdalena Boczarska jako matka Natalii
- Renata Dancewicz jako Dorota
- Danuta Stenka jako matka Kuby
- Jan Frycz jako ojciec Kuby
- Katarzyna Figura jako sąsiadka
- Mateusz Kościukiewicz jako Seba
- Ireneusz Czop jako policjant na komisariacie
- Wiktor Mentlewicz jako barman
- Agnieszka Żulewska jako ekspedientka Angela
- Jowita Budnik jako kobieta z agencji
- Martyna Grzenkowicz
- Martyna Nowak